# Пламен Петров (политик, р. 1966)
Вижте пояснителната страница за други личности с името Пламен Петров.
Пламен Петров е български политик от Национално движение Симеон Втори.

## Биография
Роден е на 10 ноември 1966 година. Първоначално завършва гимназия в София, а след това и УНСС. По-късно учи магистратура „международен мениждмънт“ в университета Тъндърбърд в САЩ. Става министър на транспорта и съобщенията в периода 2001 – 2003 г. в правителството на Симеон Сакскобургготски. По това време бива замесен в яхтения скандал. След 2006 г. е главен финансов директор на „Мобилтел“.